# عيسى ندوي
عيسى ندوي (بالفرنسية: Issa Ndoye)‏ (12 ديسمبر 1985 في السنغال - ) هو لاعب كرة قدم سنغالي في مركز حراسة المرمى. شارك مع منتخب السنغال لكرة القدم. أما مع النوادي، فقد لعب مع غرويتر فورت ونادي تراكتور سازي ونادي جان دارك ونادي ذوب آهن أصفهان ونادي سلافيا-موزير ونادي كريتيل ونادي ميتاليست خاركيف ونادي ميلوز ونادي فولين لوتسك.

## وصلات خارجية
- عيسى ندوي على موقع اتحاد أوكرانيا (الإنجليزية)
- عيسى ندوي على موقع قاعدة بيانات كرة القدم.إي يو (الإنجليزية)
- عيسى ندوي على موقع ناشيونال فوتبول تيمز (الإنجليزية)
- عيسى ندوي على موقع Soccerway.com (الإنجليزية)
- عيسى ندوي على موقع عالم كرة القدم.نت (الإنجليزية)
- عيسى ندوي على موقع AS.com (الإسبانية)